# Telč-Vnitřní Město
Telč-Vnitřní Město (německy Innenstadt) je část města Telče, zaujímá jeho historické jádro. V Telči-Vnitřním Městě je soustředěna většina nejvýznamnějších telčských pamětihodností, a proto právě na jeho území leží telčská městská památková rezervace od roku 1992 zapsaná na seznamu UNESCO.

## Poloha
Jak název napovídá, leží zhruba uprostřed města. Severně až severovýchodně od Telče-Vnitřního Města, za Štěpnickým rybníkem, se nachází část Telč-Štěpnice, východně až jihovýchodně leží Telč-Podolí, zhruba jihozápadním až jihovýchodním směrem leží Telč-Staré Město, od Telče-Vnitřního Města oddělena Ulickým rybníkem, od Podolí rybníkem Staroměstským. Pouze na západě je Telč-Vnitřní Město propojena s nezastavěným územím zámeckého parku.
Ústředním prostorem telčského vnitřního města i města Telče jako celku je rozlehlé náměstí Zachariáše z Hradce ležící zhruba na půdorysu protáhlého trojúhelníka, jehož delšími stranami jsou strana severovýchodní a jihozápadní, nejkratší je strana jihovýchodní. Zhruba v západní čtvrtině náměstí (a na západně navazujícím náměstí Jana Kypty stojí většina vrchnostenských a církevních staveb, jinde převažují historické měšťanské domy, většinou štítově orientované s podloubím. Parcely severovýchodní strany náměstí Zachariáše z Hradce přímo sousedí se Štěpnickým rybníkem (resp. zámeckým parkem v západní části), obdobně za krátkou jihovýchodní stranou se nacházel již hradební příkop, mezi jihozápadní stranou náměstí a Ulickým rybníkem se nachází ještě jedna souběžná ulice (v západní části nazvaná Seminářská, ve východní Hradební). Historická zástavba je intaktně dochována a patří k nejcennějším památkovým celkům ve střední Evropě.

## Počet obyvatel
| Rok            | 1869 | 1880 | 1890 | 1900 | 1910 | 1921 | 1930 | 1950 | 1961 | 1970 | 1980 | 1991 | 2001 |
| -------------- | ---- | ---- | ---- | ---- | ---- | ---- | ---- | ---- | ---- | ---- | ---- | ---- | ---- |
| Počet obyvatel | 1238 | 5116 | 1337 | 1086 | 1005 | 4354 | 722  | 4181 | 5047 | 855  | 427  | 389  | 293  |

## Pamětihodnosti

### Kostely
- Kostel svatého Jakuba Staršího – Původně gotický ze 14. století, později několikrát přestavován a upravován, naposledy v roce 1892. Klenby dvoulodí jsou z 15. století.
- Kostel Jména Ježíš – Představuje barokní jezuitskou stavbu z roku 1667, postavenou pravděpodobně podle projektu G. D. Orsiho. Na kostel navazuje budova jezuitské koleje z let 1651 až 1654.
- Kostel svatého Ducha – Jakožto pozdně gotická stavba je připomínán v roce 1486. Přilehlá pozdně románská věž pravděpodobně z 1 poloviny 13. století mohla být věží hypotetického předchůdce tohoto kostela, je však možné, že měla strážní funkci.
- Konvikt svatých Andělů
- Kostel svaté Anny

### Zámek
Telčský zámek zaujímající severozápadní cíp telčského historického jádra je cenná rozsáhlá renesanční stavba jen nepatrně poznamenaná pozdějšími úpravami. V její hmotě se zachovala značná část zdiva původního gotického hradu, který nynější stavbě předcházel. Zámek je národní kulturní památkou.

### Radnice
Prvně se připomíná v roce 1443, její nynější podoba je renesanční z let 1573 až 1574. Její průčelí vrcholí (stejně jako průčelí několika měšťanských domů) atikou zakončenou cimbuřím.

### Kašny
Kašna blíže k zámku se sochou svaté Markéty je z roku 1616 a byla upravena v roce 1717, druhá kašna je z roku 1827.

### Mariánský sloup
Barokní mariánský sloup z roku 1718 od sochaře Davida Liparta z Brtnice

### Měšťanské domy
Telčské měšťanské domy zachovávají původní gotickou parcelaci městského areálu. Původní zástavba byla dřevěná, první kamenné domy se začaly objevovat v průběhu 14. století. K největšímu rozvoji výstavby došlo za Zachariáše z Hradce, tvářnost náměstí pak z větší části dotvořily barokní přestavby a úpravy, na několika fasádách se podepsal klasicismus a empír. Pozdější přestavby byly spíše výjimečné. Většina domů tak dodnes má památkový charakter. Patří mezi ně Telčský dům, dům U Šeniglů a další.

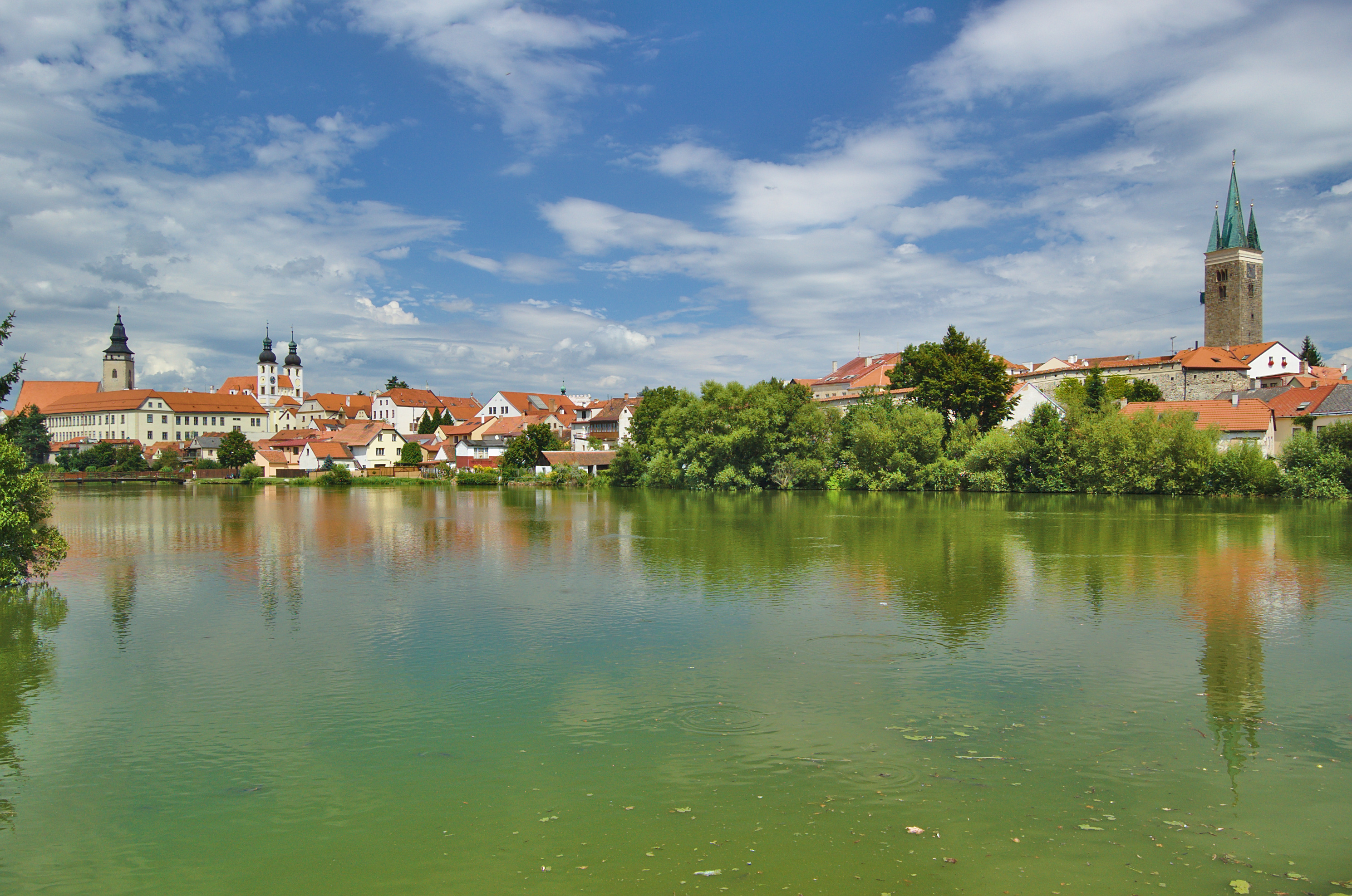
Pohled na Vnitřní Město přes Ulický rybník
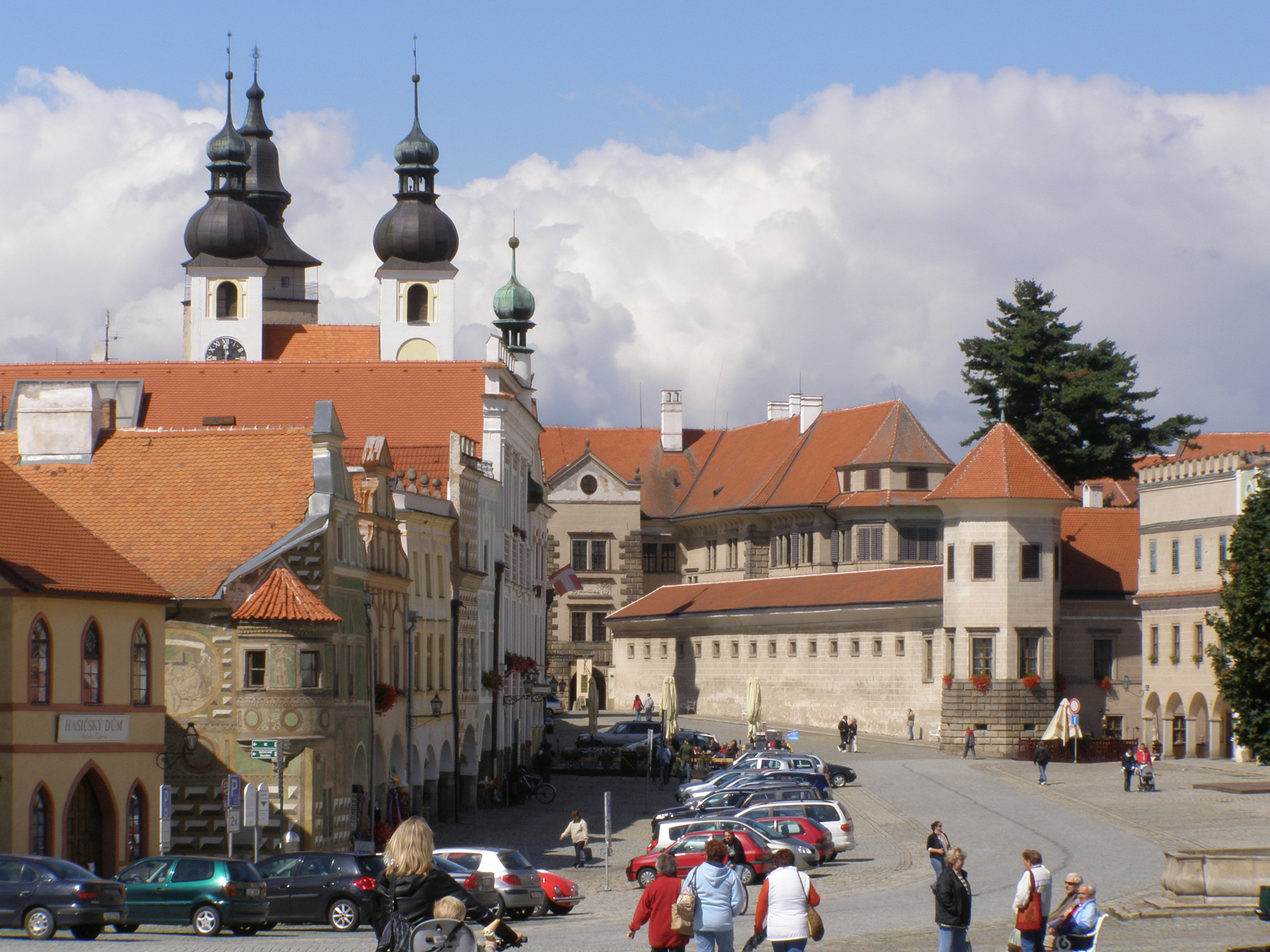
Náměstí Zachariáše z Hradce, vlevo kostel Jména Ježíš, vpravo zámek
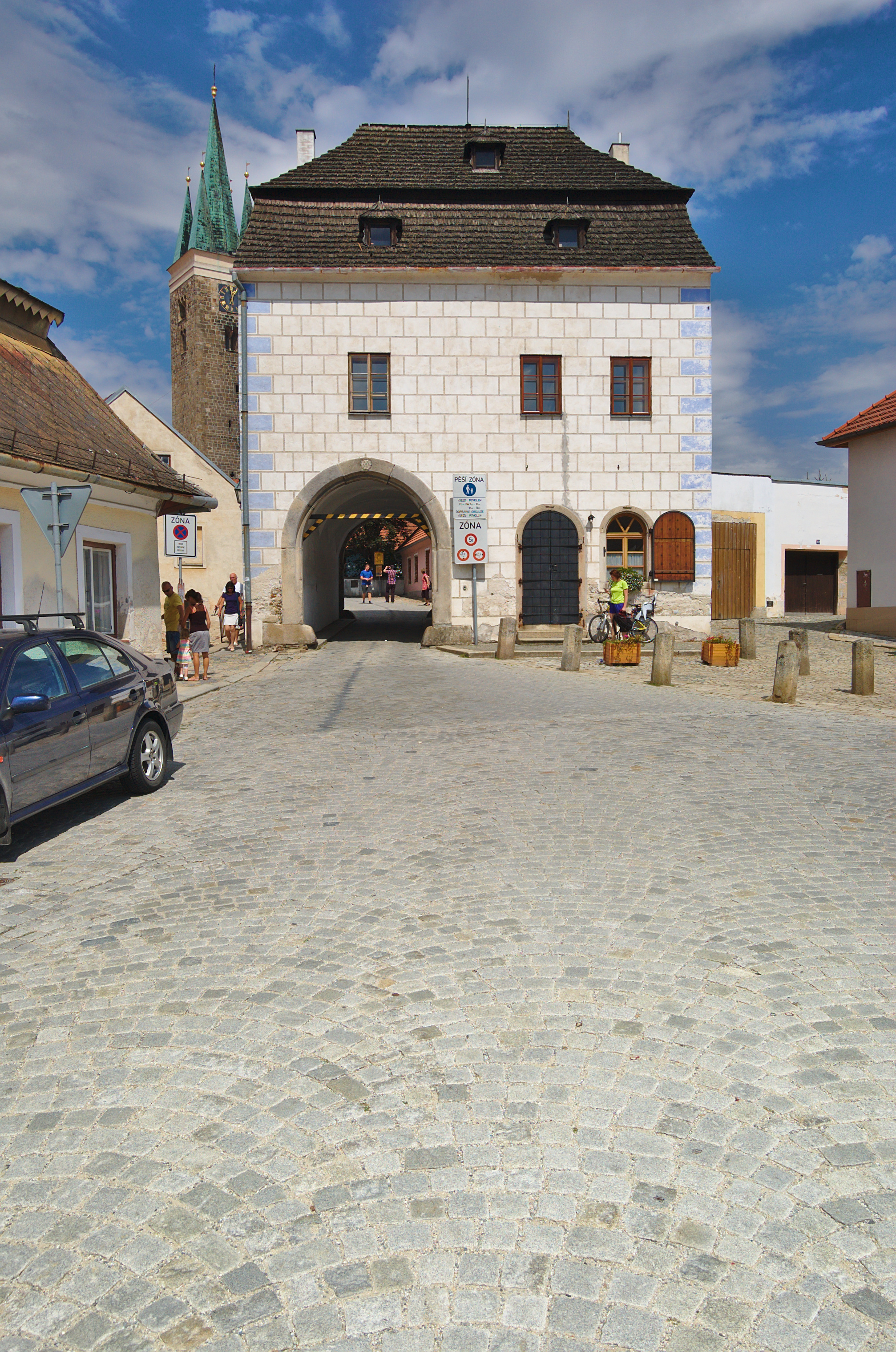
Horní brána, vlevo kostel svatého Ducha
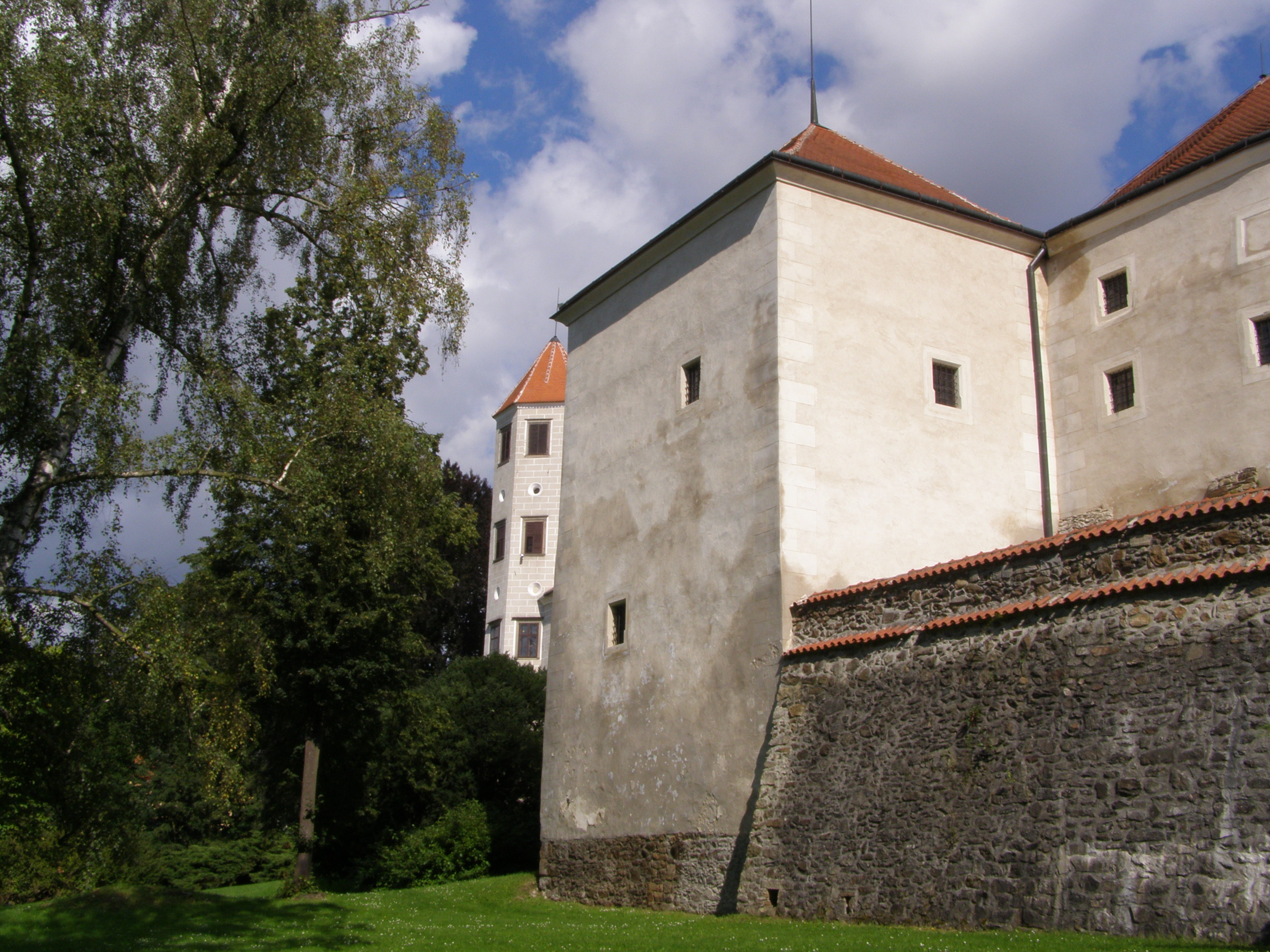
Pohled na zámek ze zámeckého parku